# 紅茶館酒店

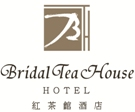
香港紅茶館酒店

紅茶館酒店集團（英語：Bridal Tea House Hotel）於2003年在香港成立，是業主自營的集團式精品酒店。 紅茶館在香港擁有逾10幢酒店，提供逾500間客房。為了滿足不斷增長的住宿需求，將會有逾2500間客房於香港陸續落成。 集團正全力開拓大陆酒店市場，在2015年兩幢連鎖酒店于山東煙臺開業，分別位於煙臺莱山和煙臺芝罘區。而2016年廣東广州的另一幢集團式酒店亦會落成，從而邁向香港以外的發展足跡。

## 歷史
紅茶館酒店集團首間酒店在2003年開業，位處香港九龍油麻地鴉打街。至2009年，在香港曾有12間紅茶館酒店，分佈港島及九龍。紅茶館酒店前身為紅茶館文化村安老院。2003年起將安老院遷出，將住宅改建為酒店，由3間酒店約100房，增至現時7間酒店，共有770個房間。

## 相片

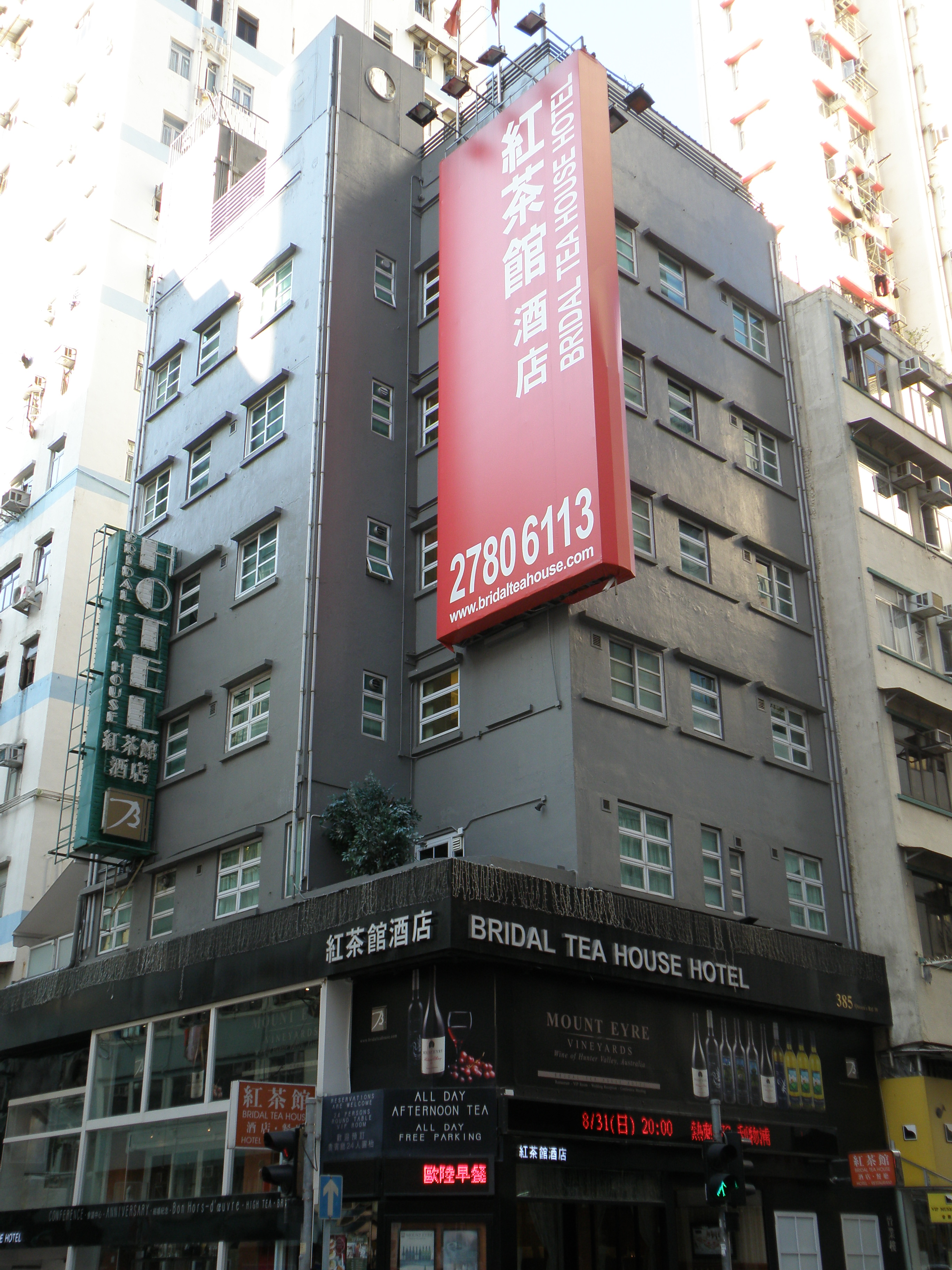
西環店
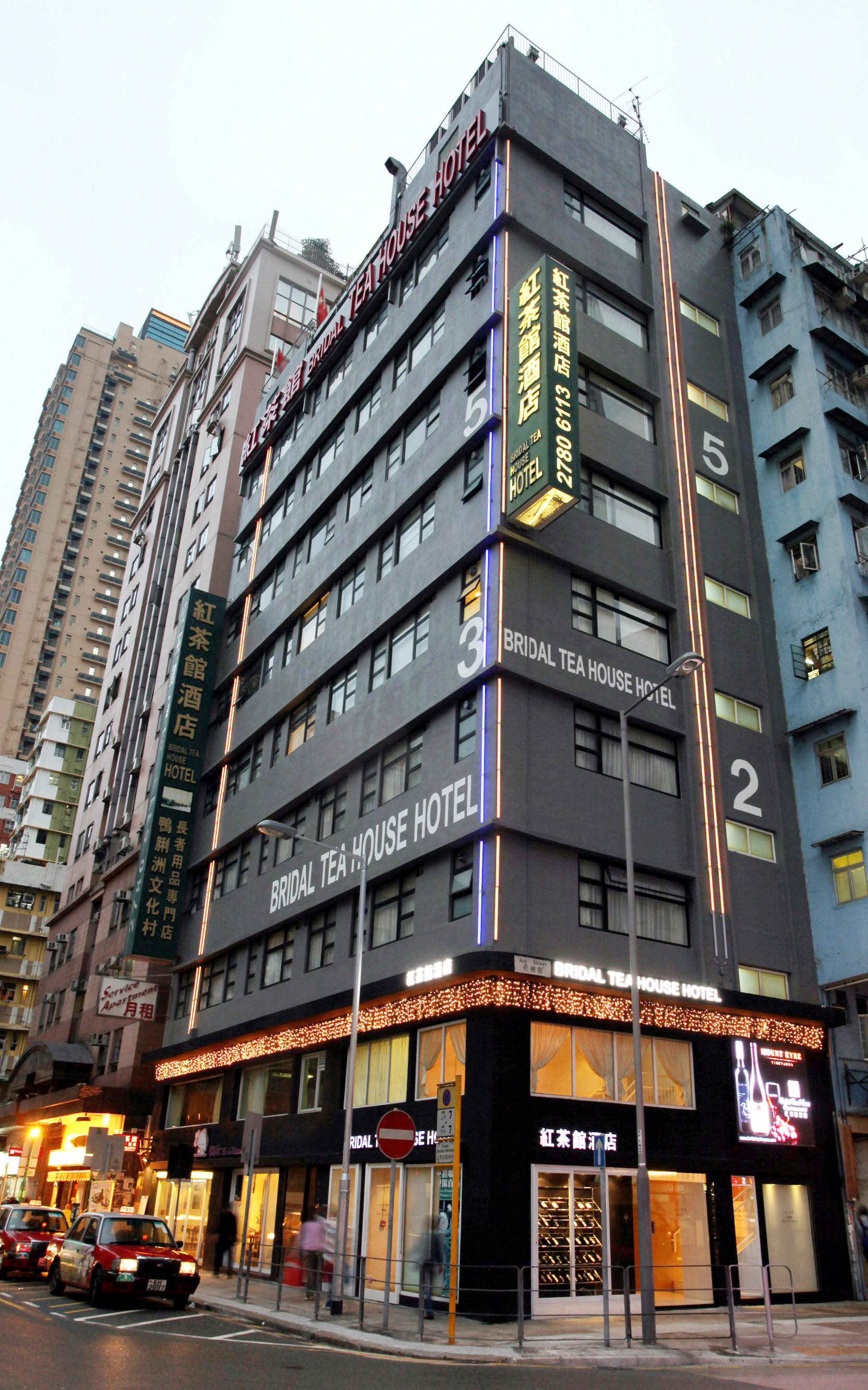
大角咀晏架街店
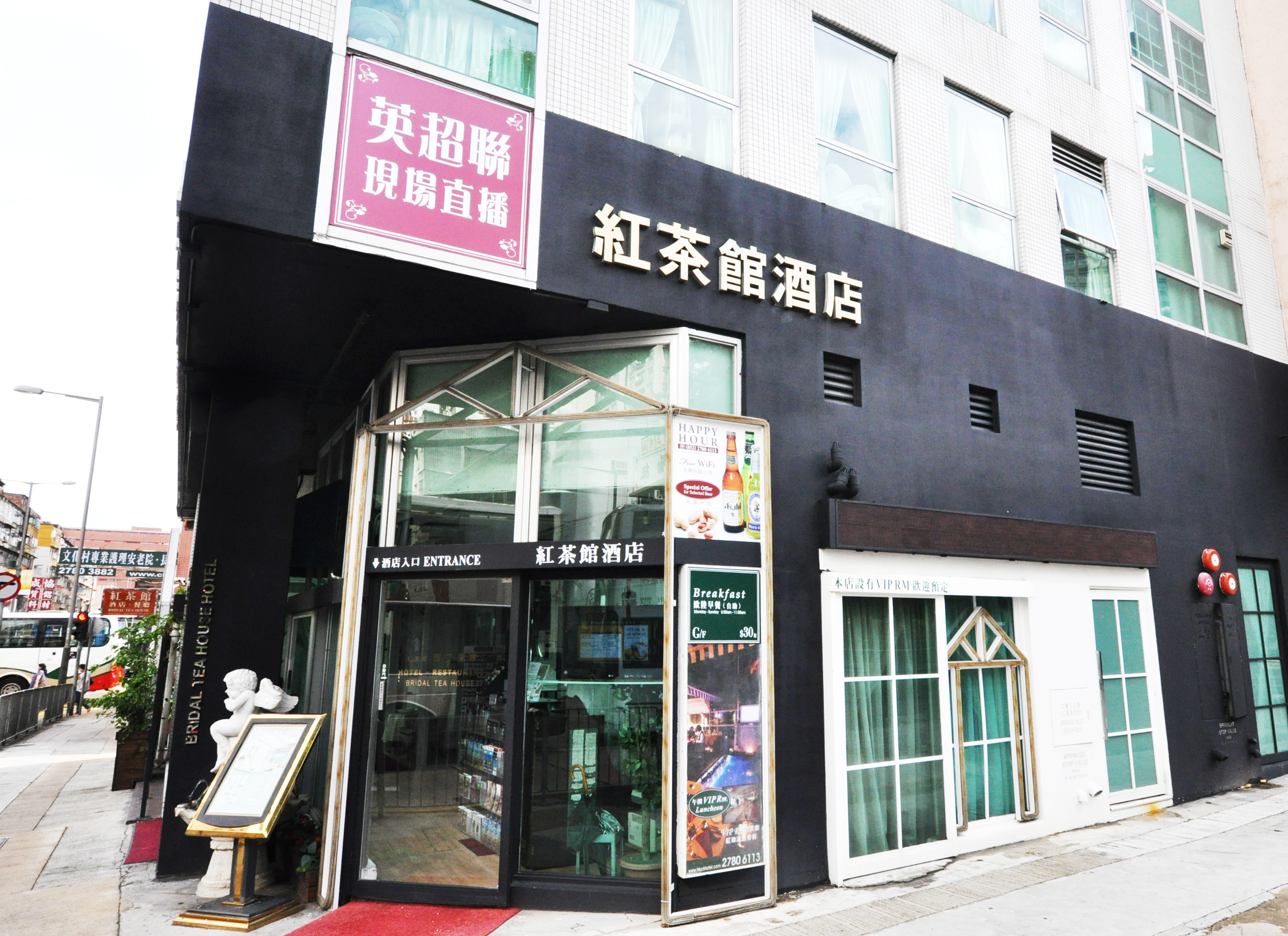
紅磡蕪湖街店
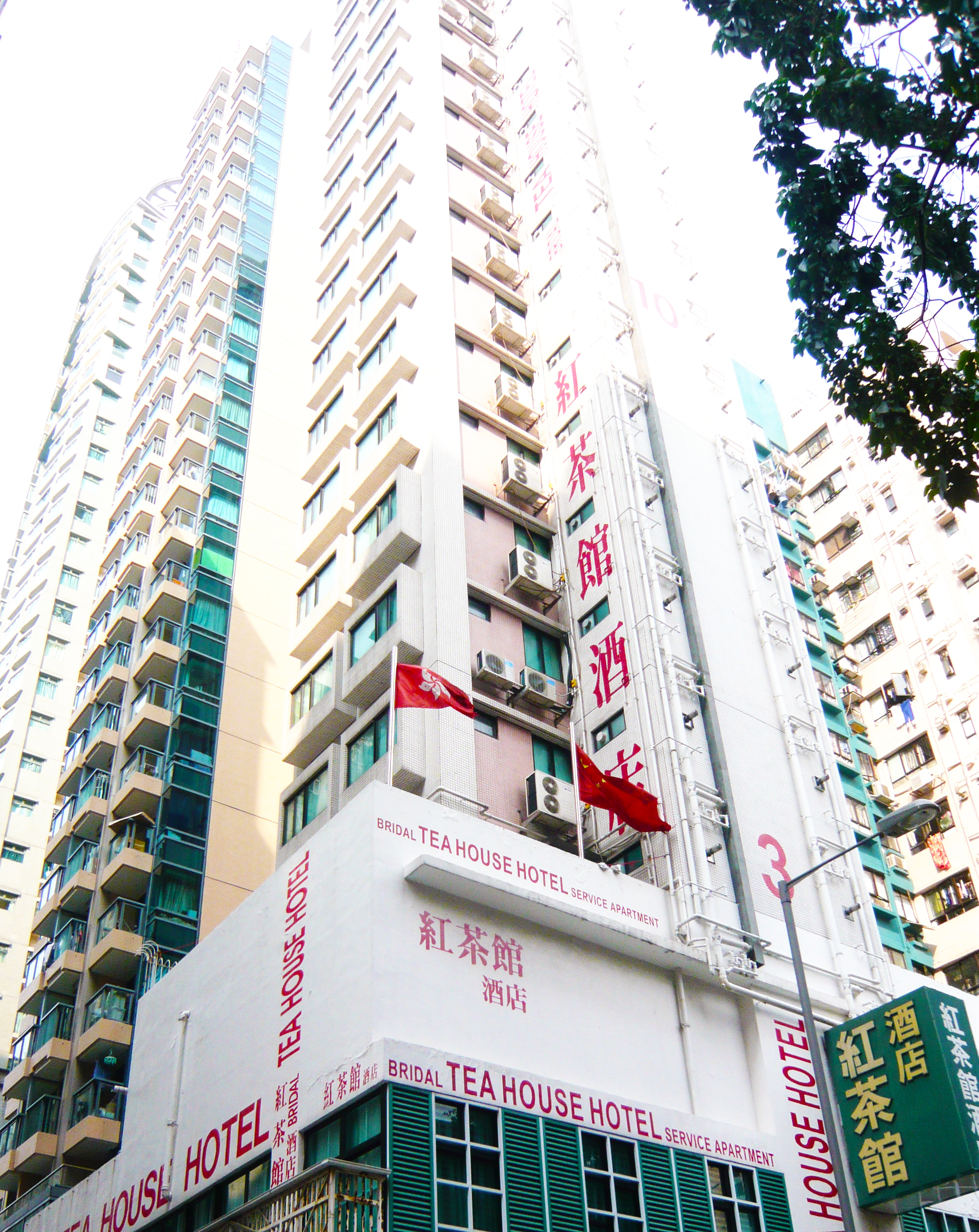
紅磡溫思勞街店
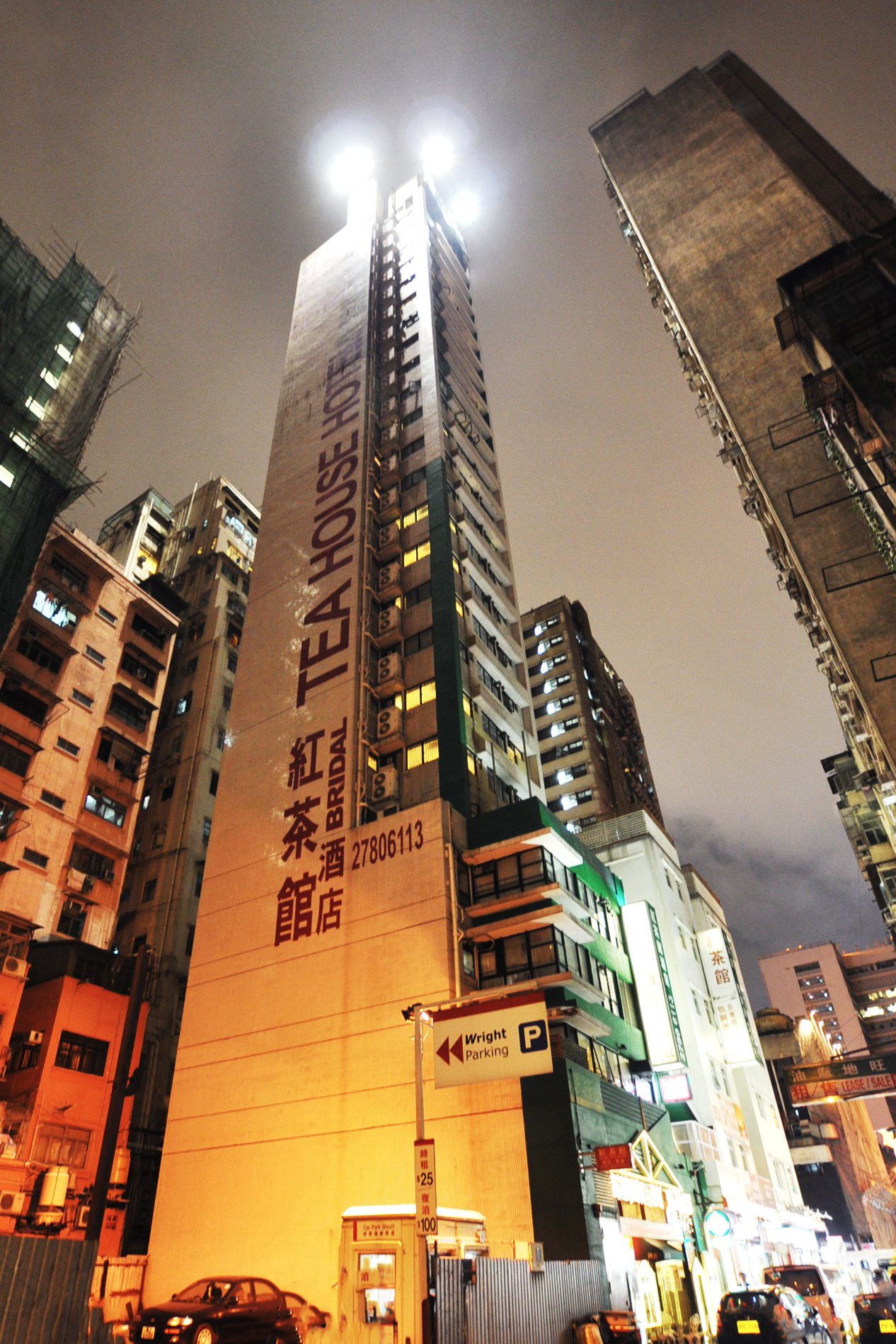
油麻地店

## 外部連結
- 紅茶館酒店 （页面存档备份，存于）